# Théorie des risques
On emploie la théorie des risques en droit des obligations lorsque le débiteur d'une obligation se voit dans l'impossibilité de l'exécuter à la suite d'une cause étrangère ou d'un cas de force majeure. Dès lors, cette théorie prévoit deux situations :
1. Res perit debitori : La chose est perdue, alors c'est au débiteur de cette obligation, devenue impossible, de supporter les conséquences de cette impossibilité d'exécution.
2. Res perit domino : Il y a eu transfert de propriété de la chose à partir du moment où il y a eu échange de consentements des parties. Les risques suivent le transfert de propriété et pèsent dès lors sur le propriétaire de la chose.

La théorie des risques se distingue selon qu'elle s'applique en matière contractuelle ou extra-contractuelle.